# Leycester Creek
Leycester Creek är ett vattendrag i Australien. Det ligger i delstaten New South Wales, i den sydöstra delen av landet, omkring 600 kilometer norr om delstatshuvudstaden Sydney.
Omgivningarna runt Leycester Creek är en mosaik av jordbruksmark och naturlig växtlighet. Runt Leycester Creek är det ganska glesbefolkat, med 36 invånare per kvadratkilometer. Genomsnittlig årsnederbörd är 1 776 millimeter. Den regnigaste månaden är januari, med i genomsnitt 298 mm nederbörd, och den torraste är oktober, med 39 mm nederbörd.